# Osiedle Staszica (Jastrzębie-Zdrój)
Osiedle Staszica – osiedle mieszkaniowe w mieście Jastrzębie-Zdrój, jedno z 21 jednostek pomocniczych miasta, położone w centrum miasta.

## Historia
Teren obecnego osiedla został włączony w granice miasta w 1969 roku kosztem Jastrzębia Górnego. Osiedle wybudowane w latach 1975–1981 podczas masowej budowy blokowisk w Jastrzębiu-Zdroju w ramach projektu osiedla V. 
25 maja 2002 r. Uchwałą Rady Miasta Jastrzębie-Zdrój Nr XLII/1036/2002 utworzono na terenie miasta jednostkę pomocniczą (realizującą zadania publiczne) - Osiedle „Staszica”.  

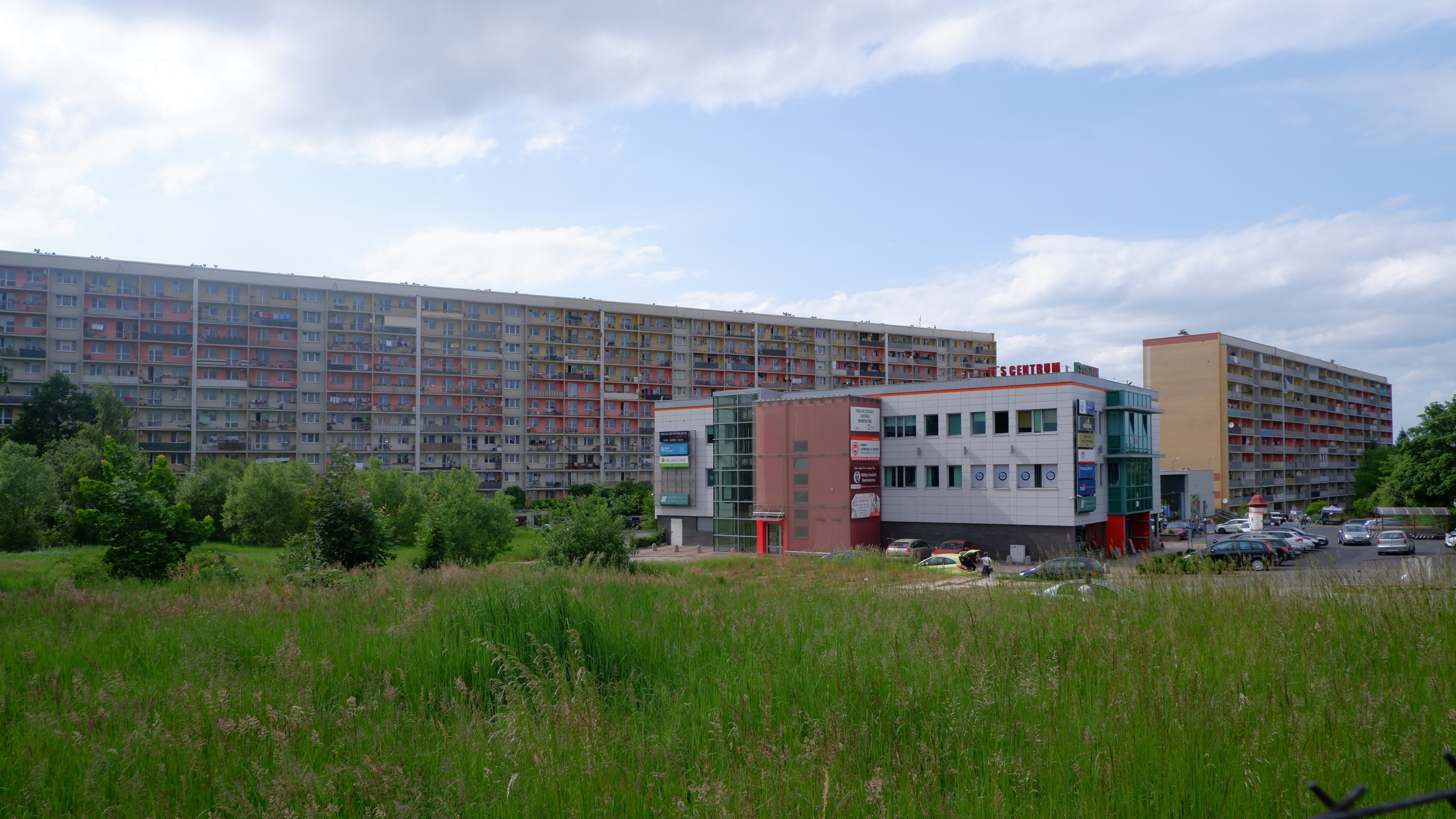
Widok na osiedle od Alei Piłsudskiego

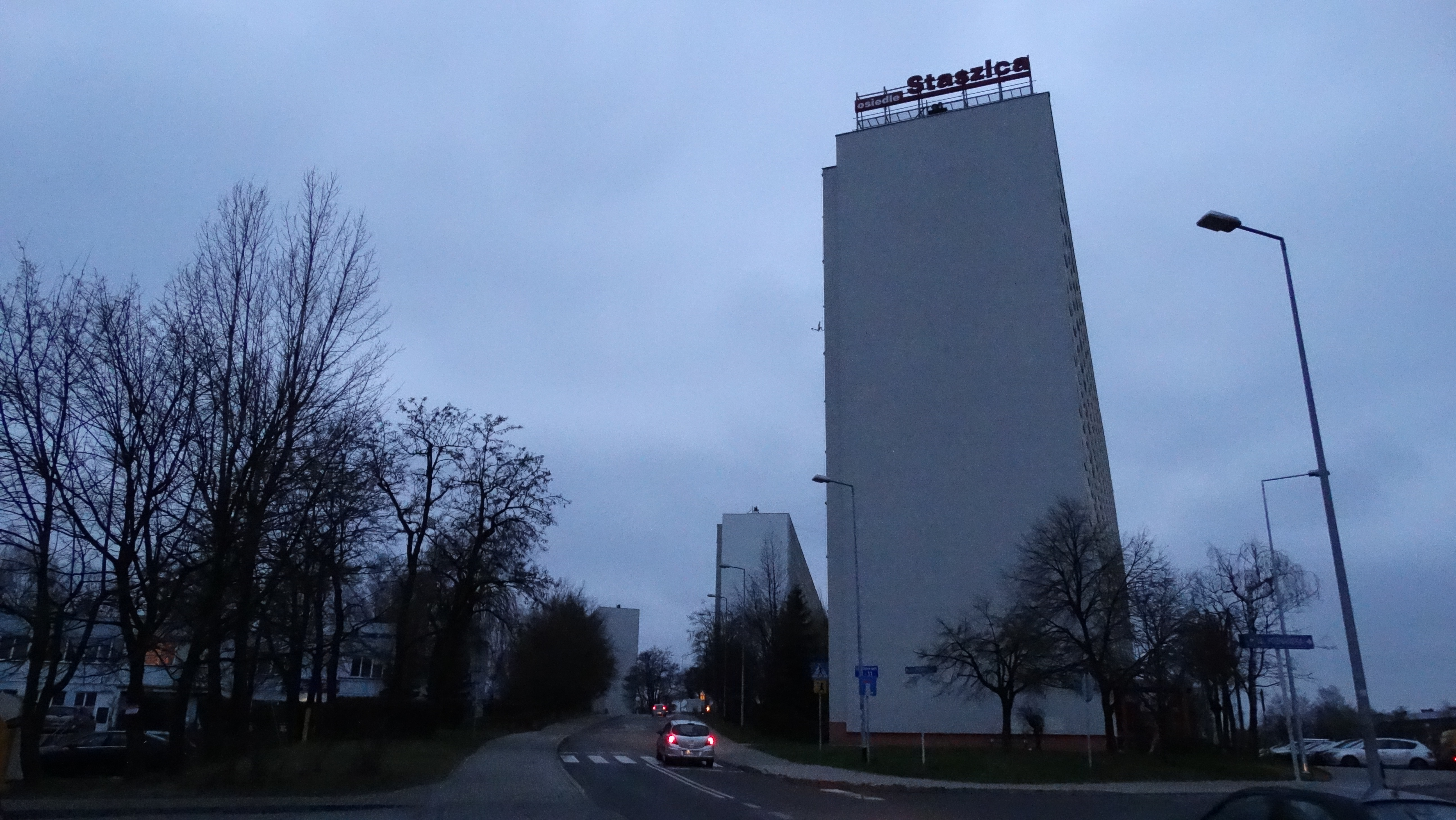
Ulica Opolska

Aktualnie osiedle składa się z 12 bloków:
- 2 bloków dziesięciopiętrowych (+parter i piwnica) z 3 klatkami
- 1 blok dziesięciopiętrowy (+parter i piwnica) z 4 klatkami
- 5 bloków dziesięciopiętrowych (+parter i piwnica) z 6 klatkami
- 1 blok czteropiętrowy (+parter i piwnica) z  4 klatkami
- 1 blok czteropiętrowy (+parter i piwnica) z  5 klatkami
- 1 blok czteropiętrowy (+parter i piwnica) z  6 klatkami
- 1 blok czteropiętrowy (+parter i piwnica) z  8 klatkami

Obszar Osiedla Staszica stanowi powierzchnię 84,62 ha
Liczba zameldowanych mieszkańców: 4756.

## Zarząd osiedla
Przewodnicząca Zarządu Osiedla: 
Monika Brachaczek
Członkowie Zarządu Osiedla: 
- Jacek Majewski - członek zarządu
- Adam Łukasik - członek zarządu
- Emilia Świrko - członek zarządu
- Dawid Bielecki - członek zarządu
- Kamil Surmiak - członek zarządu

Siedziba władz Zarządu Osiedla: 
ul. Opolska 4

## Usytuowanie
Osiedle położone jest pomiędzy: 
- od północy - ul. Północną i ul. Kondziołowiec (granica z Osiedlem Jastrzębie Górne i Dolne)
- od zachodu - ul. Podmiejską (granica z Osiedlem Zdrój)
- od południa - al. Józefa Piłsudskiego (granica z Osiedlem Gwarków i Pionierów)
- od wschodu - ul. Sybiraków (granica z Osiedlem Morcinka)

Składa się z czterech ulic: Wrocławska, Opolska, Poznańska i Warszawska.

## Infrastruktura
- Publiczne Przedszkole nr 21
- Szkoła Podstawowa nr 19
- Zespół Szkół nr 2
  - II Liceum Ogólnokształcące
  - Technikum nr 1
  - Branżowa Szkoła I stopnia nr 1
  - Szkoła Policealna nr 2
- III Liceum Ogólnokształcące
- Ośrodek Pomocy Społecznej
- Zespół Ognisk Wychowawczych
- Przedsiębiorstwo Energetyki Cieplnej
- Kryta Pływalnia "Laguna"
- Orlik Warszawska
- Niepubliczny Wielospecjalistyczny Zakład Opieki Zdrowotnej „Salus”
- Filia nr 1 Miejskiej Biblioteki Publicznej
- Filia Urzędu Pocztowego Jastrzębie-Zdrój
- Miejski Ośrodek Kultury